# Valley Head (Wirginia Zachodnia)
Valley Head – jednostka osadnicza w Stanach Zjednoczonych, w stanie Wirginia Zachodnia, w hrabstwie Randolph.